# 日本棘隙吸虫
日本棘隙吸虫（学名：Echinochasmus japonicus）为棘口科棘隙属的动物。分布于日本、朝鲜以及中国大陆的福建、江西、北京、黑龙江等地，营寄生生活，终末宿主池鹭、鹊鸭、家狗、白鹭、中白鹭、家鸡、鸢、夜鹭、褐家鼠、灵猫、狐以及寄生于肠。